# 埃尔维斯·布拉伊科维奇
埃尔维斯·布拉伊科维奇（1969年6月12日—），克罗地亚男子足球运动员，场上位置是后卫。他曾代表克罗地亚参加1996年欧洲足球锦标赛，结果队伍止步八强。